# Issia (Costa d'Avorio)
Issia  è una città, sottoprefettura e comune della Costa d'Avorio, situata nella regione di Haut-Sassandra. È capoluogo dell'omonimo dipartimento e conta una popolazione di 85 727 abitanti (censimento 2014). 